# Rochus Dedler

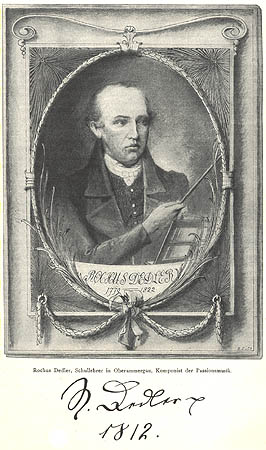
Rochus Dedler

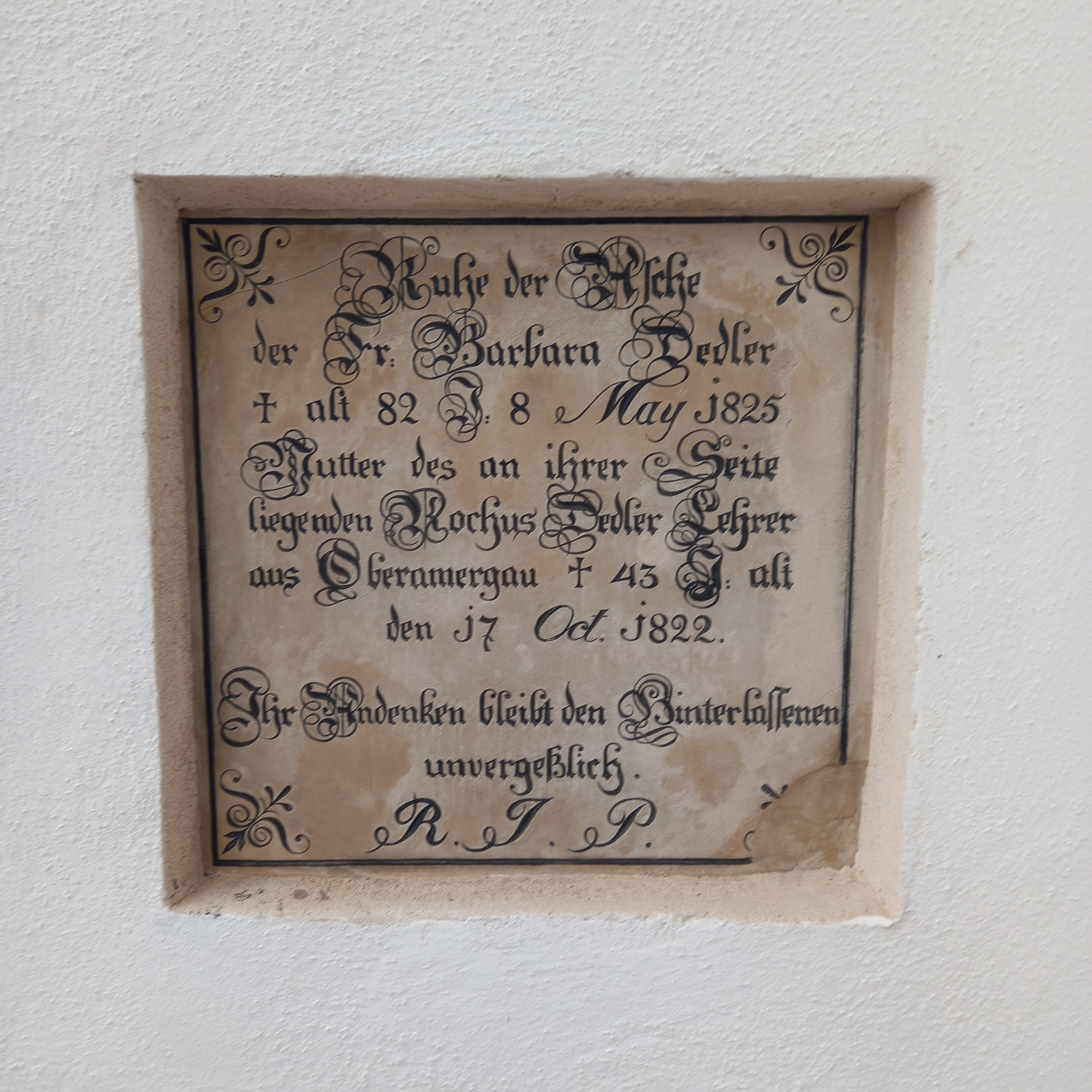
Das Grab von Rochus Dedler und seiner Mutter Barbara an der Kirche St. Lorenz (München)

Rochus Dedler (* 15. Januar 1779 in Oberammergau; † 17. Oktober 1822 in Oberföhring) war ein deutscher Komponist. Bekannt ist er vor allem als Verfasser einer Bühnenmusik zu der 1811 uraufgeführten Version der Oberammergauer Passionsspiele von Pater Othmar Weis.

## Leben
Rochus Dedler wurde am 15. Januar 1779 in Oberammergau geboren. Sein Vater Johann (1737–1811) und seine Mutter Barbara (1736–1825) betrieben dort die Gastwirtschaft „Zum weißen Lamm“.
Ursprünglich war Rochus Dedler für einen geistlichen Beruf bestimmt. Er war Chorknabe im Kloster Rottenbuch und ging zur weiteren Ausbildung nach München, wo er 1798 das (heutige) Wilhelmsgymnasium München abschloss. Anschließend begann er am angeschlossenen Lyzeum das obligatorische Grundstudium (= Philosophie), kehrte dann aber wieder nach Rottenbuch zurück, um als Kammerschreiber des Prälaten zu arbeiten. 1802 gab er jedoch die geistliche Laufbahn auf und nahm in Oberammergau eine Stelle als Lehrer und Chorleiter an.
Verheiratet war Rochus Dedler mit Maria Josepha, geb. Sepp, aus Uffing (1779–1824). Gemeinsam hatten sie drei Söhne und sechs Töchter.
Rochus Dedler starb am 17. Oktober 1822 aufgrund eines Lungenleidens in Oberföhring, wo sein Bruder Pfarrer war, und wurde dort auf dem Friedhof von St. Lorenz beigesetzt. Ein an dem Friedhof vorbeiführender Weg trägt ihm zur Ehre den Namen „Rochus-Dedler-Weg“. 1825 wurde seine Mutter Barbara neben ihm beerdigt. Ein Epitaph erinnert an die beiden. In Oberammergau ist die Dedlerstraße nach ihm benannt, und auf dem Friedhof wurde ein Denkmal für ihn errichtet.

## Werke
Rochus Dedlers Hauptwerk ist die 1810 komponierte Bühnenmusik für die Oberammergauer Passionsspiele, zu denen der Ettaler Benediktinerpater Othmar Weis nach dem Verbot der Aufführung 1810 eine neue Textversion verfasst hatte. Die Bühnenmusik enthält eine Ouverture, Arien, Duette und Chöre und lässt vor allem in der Orchestrierung Einflüsse von Joseph Haydn und Wolfgang Amadeus Mozart erkennen. In der neuen Version wurde die Passion erstmals 1811 unter der Leitung von Othmar Weis aufgeführt. Die Musik wurde 1950 von Eugen Papst überarbeitet und wird mit einigen Änderungen und Ergänzungen von 2000 und 2010 weiterhin zu der Passion gespielt.
Zu den weiteren Werken Dedlers gehören u. a.:
- Deutsches Hochamt in D, auch Pollinger Messe genannt
- Jubilate Deo
- Missae breves cum totidem offertoriis pro omni tempore
- Sinfonie in B-Dur (um 1799)
- Sinfonie in D-Dur